# جورج شنايدر (متزحلق جبال الألب)
جورج شنايدر هو متزحلق جبال الألب سويسري، ولد في 11 يوليو 1925 في لا شو دو فون في سويسرا، وتوفي في 10 سبتمبر 1963 في ستانس في سويسرا.

## وصلات خارجية
- جورج شنايدر على موقع الاتحاد الدولي للتزلج (التزلج على المنحدرات الثلجية) (الإنجليزية)
- جورج شنايدر على موقع أوليمبيديا (الإنجليزية)